# Tetrahidrosarcinapterinska sintaza
Tetrahidrosarcinapterinska sintaza (EC 6.3.2.33, H4MPT:alfa-L-glutamat ligaza, MJ0620, MptN protein) je enzim sa sistematskim imenom tetrahidrometanopterin:alfa-L-glutamat ligaza (formira ADP). Ovaj enzim katalizuje sledeću hemijsku reakciju
ATP + tetrahidrometanopterin + L-glutamat {\displaystyle \rightleftharpoons } ADP + fosfat + 5,6,7,8-tetrahidrosarcinapterin
Ovaj enzim katalizuje biosintezu 5,6,7,8-tetrahidrosarcinapterina.

## Literatura
- Nicholas C. Price; Lewis Stevens (1999). Fundamentals of Enzymology: The Cell and Molecular Biology of Catalytic Proteins (Third изд.). USA: Oxford University Press. ISBN 019850229X.
- Eric J. Toone (2006). Advances in Enzymology and Related Areas of Molecular Biology, Protein Evolution (Volume 75 изд.). Wiley-Interscience. ISBN 0471205036.
- Branden C; Tooze J. Introduction to Protein Structure. New York, NY: Garland Publishing. ISBN 0-8153-2305-0.
- Irwin H. Segel. Enzyme Kinetics: Behavior and Analysis of Rapid Equilibrium and Steady-State Enzyme Systems (Book 44 изд.). Wiley Classics Library. ISBN 0471303097.

## Spoljašnje veze
- Tetrahydrosarcinapterin+synthase на 